# Dary Mustafy II
Dary Mustafy II – dary, które sułtan Mustafa II przekazał stronie polskiej reprezentowanej przez ambasadora Stanisława Małachowskiego podczas podpisywania traktatu karłowickiego w 1699 roku kończącego wojnę między Rzeczpospolitą a Imperium Osmańskim. Obecnie przedmioty te znajdują się w zbiorach Zamku Królewskiego na Wawelu, gdzie można je oglądać na stałej wystawie Nowy Skarbiec Koronny. 

## Historia

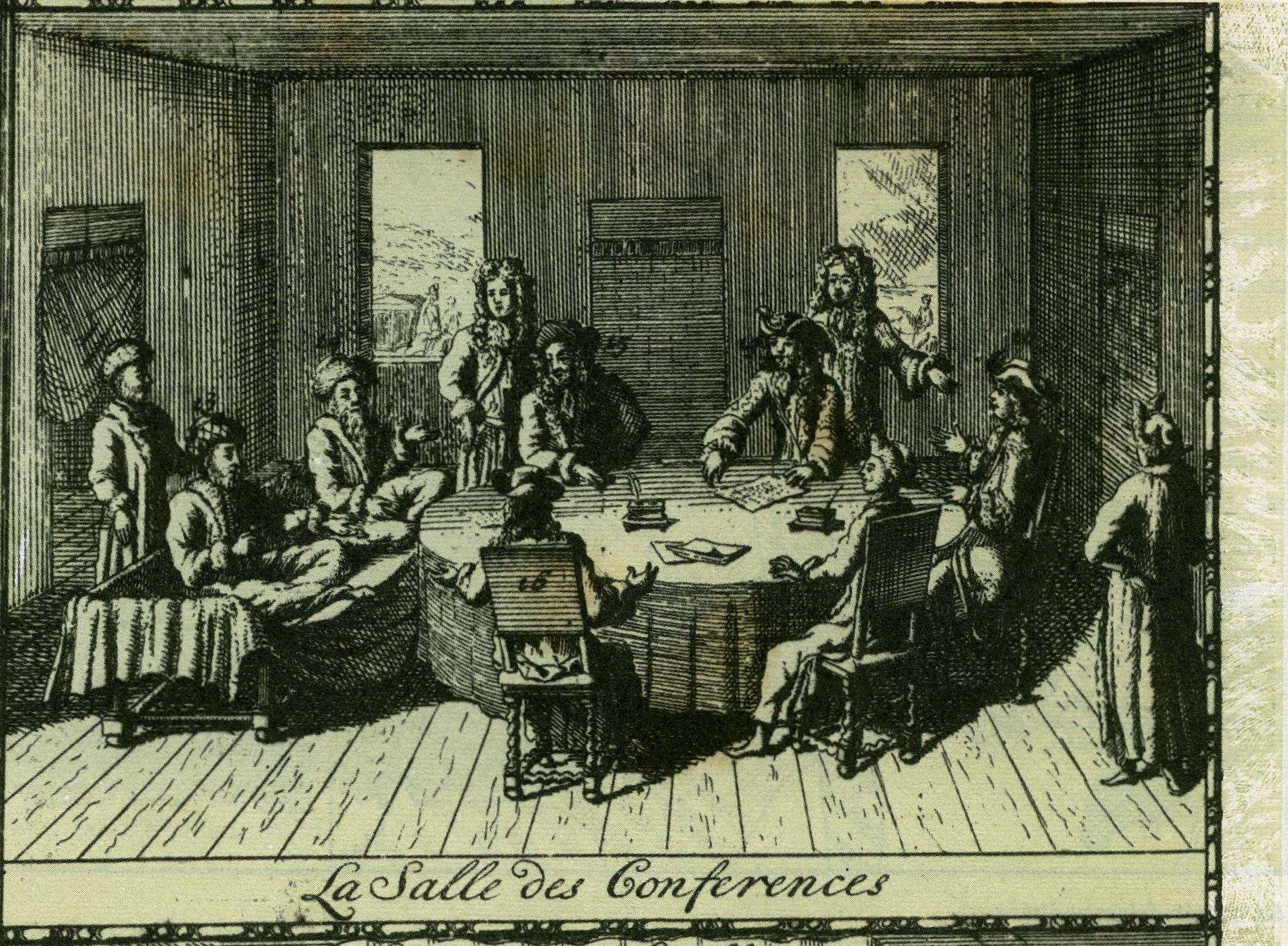
Rycina ilustrująca negocjacje pokoju w Karłowicach

Traktat karłowicki zakończył wojnę między państwami zrzeszonymi w Lidze Świętej oraz Imperium Osmańskim. Definitywny kres wojnie przyniosła bitwa pod Zentą w 1697 roku, w której miażdżące zwycięstwo nad wojskami tureckimi odniosła Austria. Osłabieni i nękani kryzysami wewnętrznymi Turcy zgodzili się na rokowania pokojowe. Na niekorzyść Turków przemawiało włączenie się do wojny Rosji, której car, Piotr I Wielki, pragnął jej kosztem realizować własne dążenia terytorialne związane z dostępem do Morza Czarnego. Austria wchodząca w skład ligi augsburskiej uzgodniła pokój z Francją i całość swoich sił mogła skoncentrować na froncie wschodnim. W tej sytuacji Turcy podjęli inicjatywę dyplomatów z Anglii i Holandii, których zawarcie pokoju z Portą zadowalało ze względu na rozległe stosunki handlowe z Bliskim Wschodem. Ponadto kraje zachodnie skupiały wówczas swoją uwagę na sprawie sukcesji tronu w Hiszpanii przed zbliżającą się, bezpotomną śmiercią Karola II. Negocjacje rozpoczęły się we wrześniu 1698 roku w Karłowicach (obecnie Sremski Karlovci w Serbii) z udziałem przedstawicieli Austrii, Wenecji, Polski i Rosji, rozjemców z Anglii i Holandii oraz dyplomatów tureckich. Podpisanie traktatu w 1699 roku kończyło szesnastoletni okres wojen, który rozpoczął się odsieczą wiedeńską w 1683 roku.
Stronę polską reprezentował wojewoda poznański Stanisław Małachowski. Austria i Wenecja starały się przeforsować zawarcie pokoju na zasadzie uti possidetis, czyli z zachowaniem aktualnego stanu posiadania. Oba kraje odniosły bowiem w wojnie wielkie sukcesy terytorialne. Tymczasem Polska i Rosja nie mogły się pochwalić takimi osiągnięciami. Polakom w trakcie wojny nie udało się odzyskać kluczowej twierdzy w Kamieńcu Podolskim, a Rosjanie zdobyli jedynie Azow. Odzyskanie Kamieńca było sprawą priorytetową. Utracono go na mocy upokarzającego traktatu w Buczaczu, zwanego z tej przyczyny „haniebnym pokojem”. Według instrukcji otrzymanych od króla Augusta II Mocnego Małachowski miał wynegocjować nie tylko odzyskanie Kamieńca, do czego król zobowiązał się paktach konwentach, ale także Mołdawii i Wołoszczyzny. Nie zgodziły się na to pozostałe strony. Ostatecznie Polakom udało się odejść od zasady uti possidetis i odzyskać twierdzę na Podolu wraz z okolicznymi ziemiami. Na mocy traktatu karłowickiego Wenecja uzyskała część Dalmacji, Peloponez oraz kilka wysp, natomiast Austria uzyskała Slawonię, Chorwację i Węgry wraz z Siedmiogrodem. Rosja podpisała w Karłowicach rozejm, a warunki pokoju uzgodniła rok później w Stambule.

## Dary
Nieodłączną rolą wszystkich misji dyplomatycznych było wzajemne składanie darów przez strony przystępujące do negocjacji. Szczególnie ważną rolę odgrywały w ceremoniale wschodnim. W poselstwach na Wschód brak darów lub ich skromność mogły zostać potraktowane jako poważne uchybienie majestatu gospodarza. Wymiana darów poprzedzała właściwe spotkanie. W relacjach polsko-tureckich przykładano duże znaczenie do tego ceremoniału. Wiadomo z relacji o poselstwie Jana Gnińskiego, wysłanego w 1677 roku przez Jana III Sobieskiego do Porty, że Polacy obdarowywali gospodarzy, u których się zatrzymywali m.in. srebrną wanną, szkatułami wykonanymi ze srebra i bursztynu, ozdobnymi flaszkami i suknem francuskim. Ich rozmówcy odwdzięczyli się egzotycznymi owocami oraz końmi, które na taką okazję przybrane były w bogato zdobione rzędy końskie. Drogie naczynia, elementy rynsztunku końskiego oraz same konie stanowiły tradycyjne podarunki od urzędników i dyplomatów tureckich.
Zachowana relacja z poselstwa Małachowskiego nie zawiera informacji o wymianie; trudno więc ustalić przebieg wręczania darów podczas negocjacji pokoju w Karłowicach. Według obyczaju dary fundował władca a poseł składał je w imieniu mocodawcy. W tym przypadku w imieniu sułtana Mustafy II Stanisławowi Małachowskiemu drogie przedmioty wręczyli: kanclerz Reis Efendi, Rami Mehmed Pasza i dragoman Aleksander Mavrocordatos. Były to zestaw naczyń, na który składały się czarka, paterka i łyżeczka oraz bogato zdobione siodło oraz para strzemion. W Europie dużą popularnością cieszyły się przedmioty wytwarzane na Wschodzie. W Polsce podczas uroczystych wjazdów prezentowano zdobyte lub otrzymane rzędy końskie. Dla przykładu Jan III Sobieski wjechał uroczyście do Krakowa po zwycięstwie w bitwie pod Chocimiem na koniu przybranym w rząd zdobyty w bitwie Hussejna Baszy. Także zamiłowanie ówczesnej szlachty do produktów pochodzenia wschodniego oraz uleganie wpływom tureckiej estetyki, widocznej choćby w wyposażaniu domostw i modzie, przemawiają za tym, że dary strony tureckiej musiały spotkać się z uznaniem polskiego posła. 

### Siodło

Siodło ofiarowane Stanisławowi Małachowskiemu

Siodło powstało w drugiej połowie XVII wieku w Turcji. Do końca XIX wieku znajdowało się w posiadaniu rodziny Tarnowskich, następnie przeszło we własność rodziny Potockich z Krzeszowic, którzy zdeponowali je w muzeum na Wawelu w 1933 roku. Siodło trafiło na Wawel w związku z Jubileuszową Wystawą Króla Jana III w Zamku Królewskim na Wawelu, która miała miejsce w dniach 15 lipca - 30 września 1933,  z okazji 250. rocznicy odsieczy wiedeńskiej. W 1939 roku wraz z innymi zbiorami wawelskimi ewakuowano je do Kanady, skąd powróciło do Polski w 1961 roku.
O paradnym charakterze siodła ofiarowanego Małachowskiemu świadczą wykorzystane do jego zrobienia drogocenne materiały, bogata ornamentyka oraz wysoka jakość wykonania. Na jednej z ławek wybito tugrę odsyłającą do ojca Mustafy II, sułtana Mehmeda IV: „Mehmed Han / ihn Ibrahim Han / muzaffar da’iman / Mehmed Chan” [syn Ibrahima Chana / zawsze zwycięski]. Jak inne siodła tureckie z tego okresu siodło Małachowskiego charakteryzuje się wysokim przednim łękiem z kulą. Z tyłu znajduje się niski łęk. Siedzisko pokryto amarantowym aksamitem ozdobionym płaskim haftem ze srebrnych nici, które formują wzór wici z dużymi, pierzastymi palmetami, pękami kwiatów. W kilku miejscach dekorację uzupełnia jedwabny, niebieski haft. Łęki i końce ławek zostały obite srebrną, złoconą blachą, na której znajdują się wzory układające się w drobne gałązki z listkami i kwiatkami. Łęki są bogato wysadzane turkusami w wysokich oprawach oraz płytkami chalcedonu w formie sześcioramiennych gwiazd, rombów i owali. Są to tradycyjne zdobienia charakterystyczne dla tureckiego stylu imperialnego.

### Strzemiona
Zgodnie z tradycją pielęgnowaną w rodzinach Małachowskich i Potockich z Krzeszowic z siodłem wiązana była para bogato zdobionych strzemion. Zostały wykonane ze złoconego srebra oraz dekorowane niellem i rubinami. One również stanowiły własność rodziny Małachowskich, następnie Tadeusza Tarnowskiego, potem rodziny Potockich z Krzeszowic aż do momentu przekazania ich do zbiorów Zamku Królewskiego na Wawelu w 1933 roku. Ze względu na tradycję są one prezentowane wraz z pamiątkami po Małachowskim na wystawie Nowy Skarbiec Koronny.

### Czarka, paterka i łyżeczka

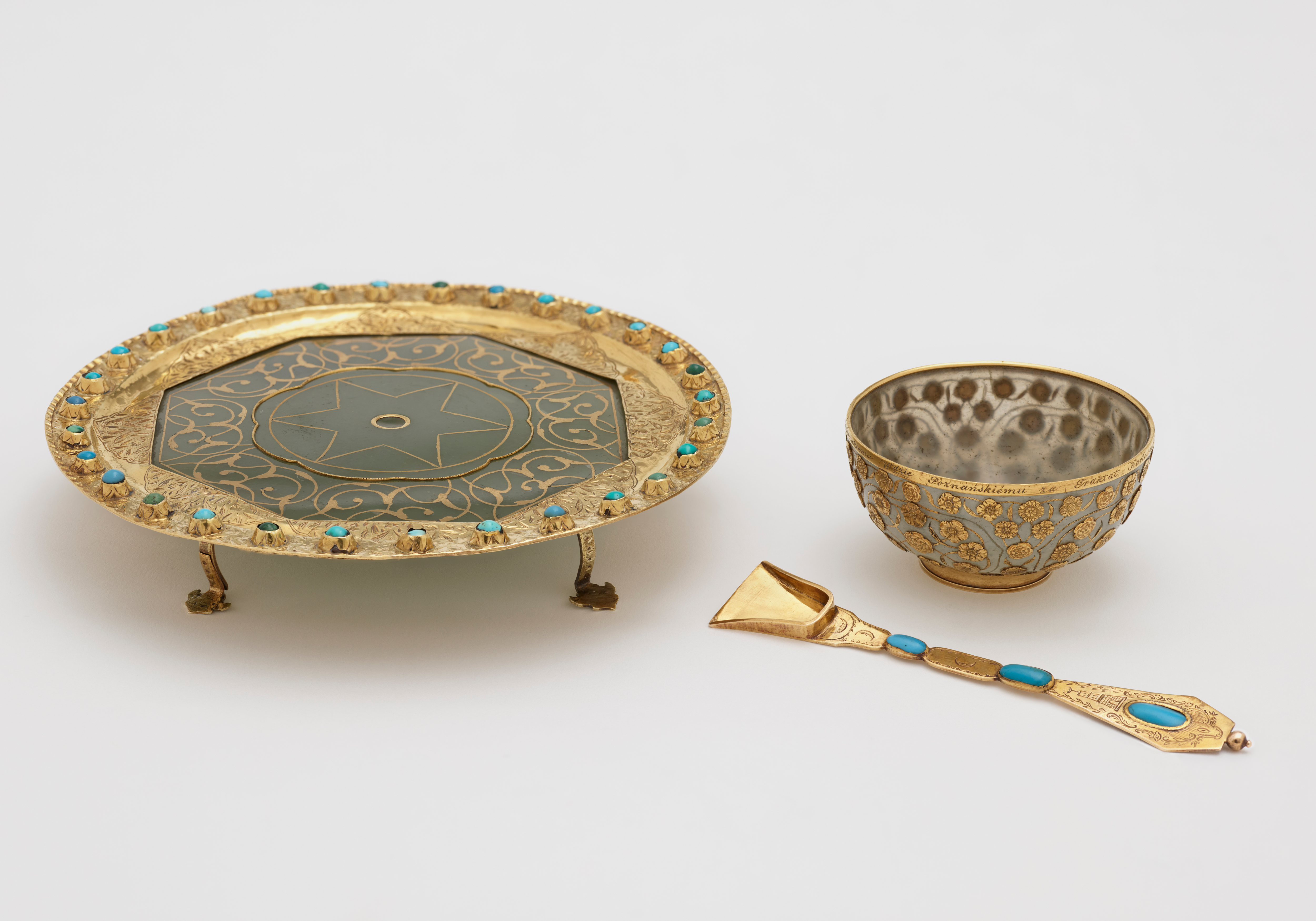
Czarka, paterka i łyżeczka ofiarowane Stanisławowi Małachowskiemu

Naczynia wykonano w drugiej połowie XVII wieku w Turcji. Znajdowały się w zbiorach rodziny Małachowskich aż do XIX wieku, kiedy trafiły do kolekcji rodziny Tarnowskich. To właśnie wtedy zaczęto otaczać te zabytki szczególną czcią. Prezentowano je na wystawach od 1856 roku, m.in. na jubileuszowej wystawie w Krakowie w 1883 roku upamiętniającą odsiecz wiedeńską. W latach 30. XX wieku komplet naczyń został zakupiony od rodziny Tarnowskich i trafił na Wawel. W 1939 roku zabytki ewakuowano do Kanady, skąd powróciły na Wawel w 1959 roku.
Półkolistą czarkę wykonano z nefrytu inkrustowanego złotym ornamentem roślinnym, złożonym z gałązek, listków i kwiatów. Na oprawionym w złoto brzegu i podstawce znajduje się rytowany napis pochodzący z XIX wieku: „Sta:Małachowskiemu Wdzie Poznańskiemu za Traktat Karłowicki roku 1699” oraz „Wzniesiony na powrót do domu przez M. Hr. Tarnowską”. Paterkę wykonano z ośmiobocznej płytki nefrytu. Inkrustowana złotem dekoracja przedstawia sześcioramienną gwiazdę oraz biegnący w otoku ornament arabeskowy. Płytkę nefrytową umieszczono w złotej oprawie na czterech nóżkach. Ozdabiają ją rytowane półmedaliony. Złotą oprawę inkrustowano dodatkowo trzydziestoma turkusami w wysokich, gładkich oprawach. Łyżeczka została wykonana w formie płaskiej szufelki ze złota. Ozdabiają ją trzy turkusy. Ponadto na łyżeczce znajdują się wyryte motywy roślinne, półksiężyce i rysunek wieży.